# Madapur, Savanur
Madapur là một làng thuộc tehsil Savanur, huyện Haveri, bang Karnataka, Ấn Độ.